# ستيف سوليفان
ستيف سوليفان (بالإنجليزية: Steve Sullivan)‏ (و. 1974  م) هو لاعب هوكي الجليد، من كندا، ولد في تيمينز، مركز لعبه هو جناح ‏.

## روابط خارجية
- ستيف سوليفان على موقع دوري الهوكي الوطني (الإنجليزية)
- ستيف سوليفان على موقع قاعة مشاهير الهوكي (لاعب أن.إتش.أل) (الإنجليزية)
- ستيف سوليفان على موقع EliteProspects.com (الإنجليزية)
- ستيف سوليفان على موقع HockeyDB.com (الإنجليزية)
- ستيف سوليفان على موقع Hockey-Reference.com (الإنجليزية)